# Plataraea nigrifrons
Plataraea nigrifrons – gatunek chrząszcza z rodziny kusakowatych i podrodziny rydzenic. Zamieszkuje Europę.

## Taksonomia
Gatunek ten opisany został po raz pierwszy w 1839 roku przez Wilhelma Ferdinanda Erichsona pod nazwą Homalota nigrifrons. Jako lokalizację typową wskazano północno-zachodnie Włochy.

## Morfologia
Chrząszcz o wydłużonym ciele długości od 2,5 do 4,5 mm. Głowa jest tak szeroka jak długa, o zaokrąglonych i dłuższych niż oczy skroniach, ubarwiona ciemnobrązowo. Powierzchnię ma koliście szagrynowaną, drobno i rzadko punktowaną. Czułki są smukłe, acz grubsze niż u P. elegans, u samca o członie przedostatnim słabo poprzecznym, a u samicy o członie tym wyraźnie poprzecznym. Czerwonożółte przedplecze jest o 1/6 szersze niż dłuższe, wyraźnie szersze od głowy, płaskie, szagrynowane tak jak głowa, opatrzone drobnym, ale wyraźnym punktowaniem. Owłosienie na linii środkowej przedplecza kieruje się ku przodowi w połowie przedniej i ku tyłowi w połowie tylnej. Brązowoczerwone pokrywy są w barkach szersze od przedplecza. Punkty na ich powierzchni są niezmodyfikowane, rozmieszczone niezbyt gęsto, równie wyraźne co na przedpleczu. Odwłok ma równoległe boki i jest ciemnobrązowy z brązowoczerwonymi tylnymi brzegami tergitów. U samca na tylnej krawędzi szóstego tergitu brak jest ząbków.

## Ekologia i występowanie
Owad ten zasiedla ciepłe lasy liściaste i ich skraje.
Gatunek palearktyczny, europejski, znany z Francji, Belgii, Niemiec, Szwajcarii, Austrii, Włoch, Danii, Szwecji, Polski, Czech, Słowacji i Węgier. Podawany z nielicznych stanowisk. W Polsce wykazany został z Dolnego i Górnego Śląska oraz Roztocza.